# Florilège hébraïque du nord de la France
La Florilège hébraïque du nord de la France est un manuscrit enluminé exécuté dans le dernier quart du XIIIe siècle en hébreu. Il compile environ 84 textes différents et contient 36 miniatures en pleine page et des centaines d'autres enluminures tout au long du manuscrits. Il est actuellement conservé à la British Library (Add.11639).

## Historique
Le nom du commanditaire du manuscrit et sa date précise de réalisation ne sont pas connus. Plusieurs colophons mentionnent le nom de Benjamin le Scribe comme copiste du livre. Il contient le Sefer Mitzvot Qatan écrit par Isaac de Corbeil en 1277, ce qui donne un Terminus a quo à l'ouvrage. Il mentionne Yehiel de Paris qui est mort en 1286 ce qui donne son Terminus ad quem. Il contient par ailleurs des tables de moladot pour la période 1279-80 à 1295 (f.444).
L'analyse du texte indiquerait une origine lorraine du texte, peut-être Metz. Mais les enluminures semblent plutôt indiquer des ateliers situés à Saint-Omer mais aussi à Paris, notamment dans un cercle proche de Maître Honoré,. 
Selon certains auteurs, le copiste serait le premier propriétaire de ce manuscrit. Selon d'autres, il s'agirait d'un certain Aaron car l'iconographie insiste à plusieurs reprises sur ce personnage biblique. Le manuscrit a sans doute suivi ses propriétaires à l'occasion de leur expulsion du royaume de France en 1306. Il est localisé en Allemagne en 1431 car un contrat en allemand inséré dans l'ouvrage signale sa vente entre Samuel ben Haïm et Abraham ben Moïse de Cobourg. En 1479, il se trouve en Italie, d'abord à Mestre près de Venise puis Padoue et à Jesi près d'Ancône. Au XVIe siècle, il est localisé à Modène,. 
Il appartient aux collections de Francesco Reina (it) à sa mort en 1826. À la suite de sa dispersion, il est acquis par le British Museum à Paris par l'intermédiaire du libraire londonien Payne & Foss. Il est transféré à la British Library à sa création en 1973,.

## Description
Sur les 84 groupes de textes différents contenus dans l'ouvrage, on compte 55 textes principaux : il s'agit de textes de la Torah et de prières destinées à être lus et récités à différents moments de la semaine ou de l'année. Il contient aussi des extraits de textes juridiques destinés à régler la vie quotidienne. Dans les marges, on compte 29 courts textes faits de commentaires, de poèmes et des extraits de la bible dont le livre des Psaumes, le livre de Daniel, le livre d'Esdras, le livre de Néhémie, le Livre de Job et le livre de Tobie.
Le livre contient 36 miniatures en pleine page, un très grand nombre de mots d'introduction enluminés de couleurs et d'or, ainsi que plusieurs décorations faites de microcalligraphie. Il contient aussi deux pleines pages de schémas astronomiques et de signes du zodiaque.

Exemples d'enluminures du manuscrit
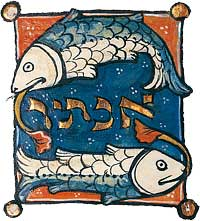
Mot enluminé
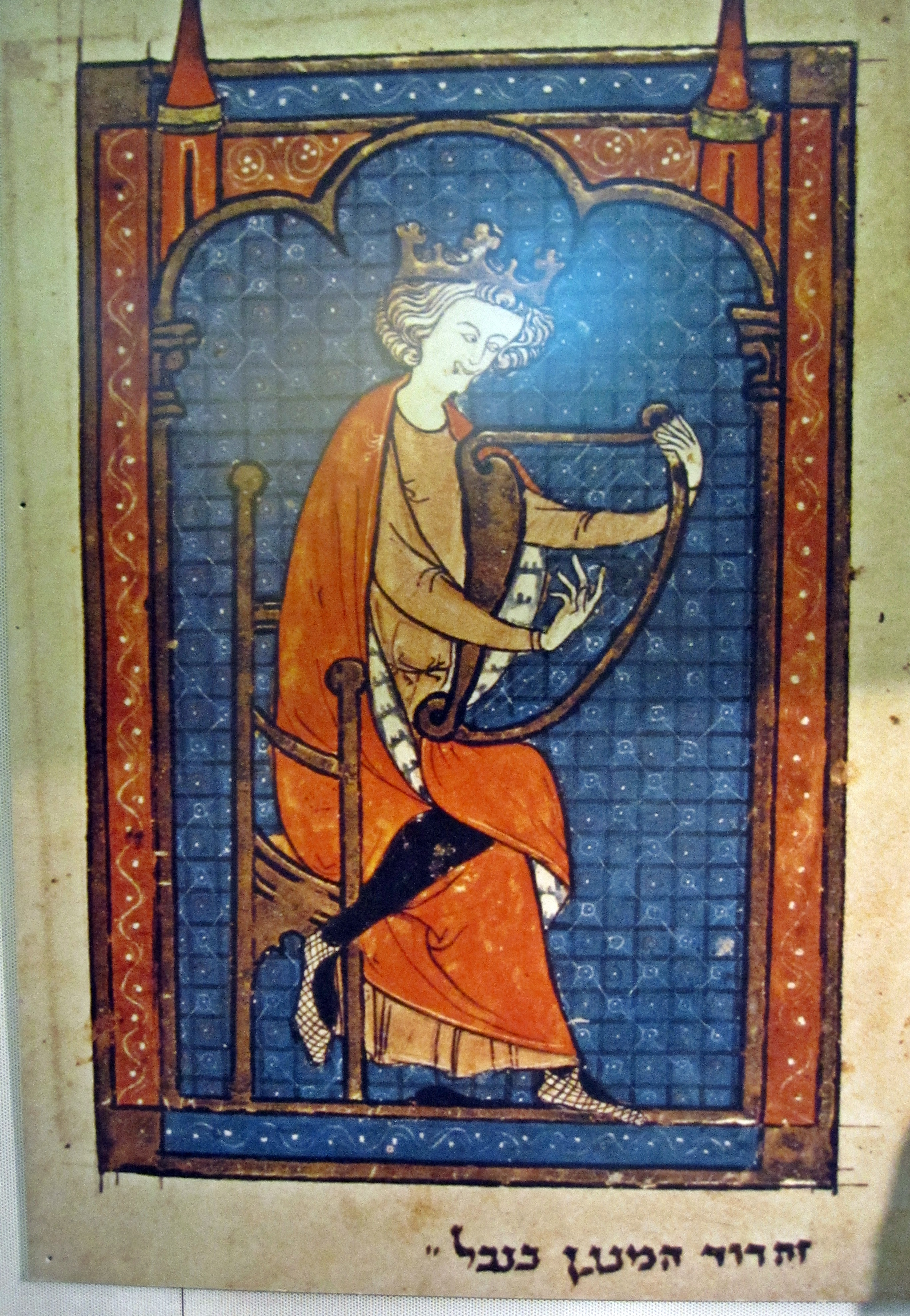
Miniature pleine page, David jouant de la harpe
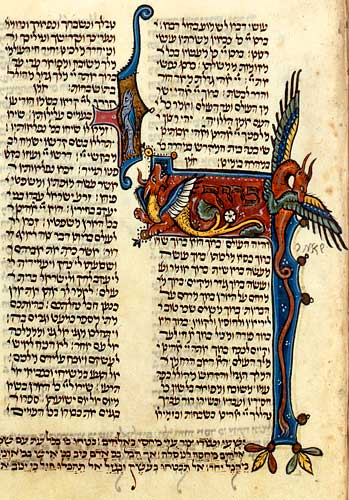
Décoration du colophon
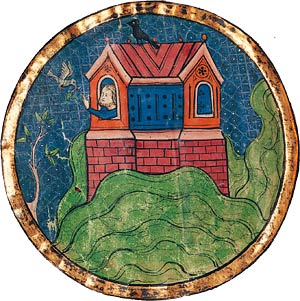
Médaillon, L'Arche de Noé